# Sofia Eriksson (fotbollsspelare)
Ingrid Kristina Sofia Eriksson, född 11 maj 1979, är en svensk före detta fotbollsspelare.

## Klubbkarriär
Eriksson är född i Stockholm och bodde på Värmdö tills hon var 1,5 år då familjen flyttade till Lycksele. Eriksson började spela fotboll i Lycksele IF:s pojklag som 10-åring och gick efter ett halvår över till Betsele IF:s flicklag. Hon spelade för klubben i Division I och Division II, men valde att sluta med fotboll efter säsongen 1999 då klubben blev nedflyttade från Division II.
I februari 2000 blev Eriksson dock kontaktad av Richard Holmlund (tränare i Umeå och tidigare tränare i Betsele) och efter provspel blev hon klar för spel i allsvenska Umeå IK. Hon vann SM-guld med klubben tre år i rad (2000, 2001 och 2002). Eriksson blev dessutom på Fotbollsgalan 2001 utsedd till "Årets genombrott". Hon avslutade sin elitkarriär efter säsongen 2004.
Efter återvänt till Betsele IF som tränare i ett ungdomslag spelade Eriksson under hösten 2005 två matcher för klubbens damlag. Följande säsong blev hon spelade tränare i klubben. Efter att inte spelat någon tävlingsmatch sedan 2007 gjorde Eriksson 2013 ett inhopp för Lycksele IF:s herrlag i en match mot Arctic Cat FC.

## Landslagskarriär
Eriksson spelade för de olika svenska ungdomslandslagen mellan 1995 och 2003. Hon debuterade för A-landslaget den 13 maj 2001 i en 3–1-förlust mot Norge, där hon blev inbytt i den 83:e minuten mot Sara Larsson. I EM 2001 gjorde Eriksson ett mål direkt på hörna i en 4–0-vinst över England. Sverige tog sedan silver vid EM 2001 efter en finalförlust mot Tyskland på golden goal.

## Tränarkarriär
2005 fick Eriksson en roll som hjälptränare i Betsele IF:s F91-lag. 2006 blev hon huvudtränare med Benny Karlsson i damlaget. 2007 blev Eriksson dessutom förbundskapten för Västerbottens F93-landslag tillsammans med Anders Johansson.
Eriksson blev 2013 huvudtränare i Lycksele IF:s herrlag tillsammans med Benny Karlsson och de vann under säsongen sin serie. Säsongen 2014 blev klubben dock nedflyttade från division 3 och Eriksson valde att avgå som tränare i slutet av året. Nu så tränar hon Betsele IF dam lag.

## Meriter
Umeå IK
- Damallsvenskan: 2000, 2001, 2002[6]
- Svenska cupen: 2001, 2002, 2003[6]
- Uefa Women's Cup:[6]
  - Guld: 2002/2003
  - Silver: 2001/2002

 Sverige
- EM 2001: Silver[6]